# Colegio Alemán Alexander von Humboldt (Ciudad de México)

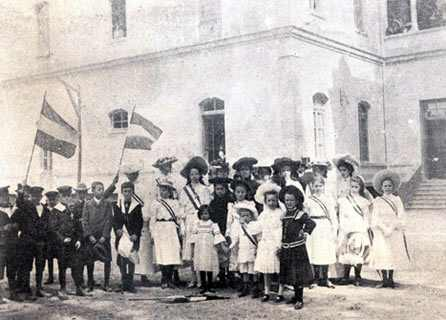
Estudiantes en la escuela, 1903

El Colegio Alemán Alexander von Humboldt, A. C. (en alemán: Deutsche Schule Mexiko-Stadt) es una red de escuelas alemanas internacionales en la Zona Metropolitana del Valle de México. Tiene tres campus, que todos son independientes, con una única junta escolar. A partir de 2010, la red es la escuela alemana del extranjero más grande del mundo.
Se abrió en 1894. Tenía maestros y profesores alemanes, mexicanos y de otros países. El modelo de organización fue el modelo de las escuelas alemanas del extranjero de otros países.

## Planteles
- Campus Poniente (Campus West), anteriormente Campus La Herradura
  - El Campus ubicado en Huixquilucan tiene desde Kindergarten hasta Preparatoria. Adicionalmente cuentan con un Kindergarten localizado en Lomas de Chapultepec.[5]
- Campus Sur (Campus Süd), anteriormente el Campus Xochimilco: Xochimilco y Jardines del Pedregal, Álvaro Obregón.
  - Un plantel en la colonia Tepepan, el cual cuenta con Kindergarten y Primaria, y otro en la colonia Huichapan, que cuenta con Secundaria y  Preparatoria. Un Kindergarten adicional se encuentra en Jardines del Pedregal.[6]
- Campus Norte (Campus Nord), anteriormente Campus Lomas Verdes: Naucalpan de Juárez
  - Hay dos edificios, el del Kindergarten y la escuela Primaria y, el segundo la escuela Secundaria y Preparatoria[7]

Tenía una plantel en 43 Benjamin G. Hill, Hipódromo Condesa, Cuauhtémoc, ahora una parte de la Universidad La Salle.

## Profesores destacados
- David Negrete

## Alumnos destacados
- Jorge Negrete
- Talina Fernández
- Frida Kahlo
- Agustín Carstens Carstens